# Esmee Visser
Esmee Visser (ur. 27 stycznia 1996 w Lejdzie) – holenderska łyżwiarka szybka, mistrzyni olimpijska (2018), mistrzyni Europy (2018).
W 2014 roku dwukrotnie została mistrzynią Holandii juniorek na dystansach 3000 i 5000 m. W 2015 roku zdobyła złoty medal mistrzostw świata juniorów w biegu drużynowym w Warszawie. 
W styczniu 2018 roku została mistrzynią Europy w Kołomnej na dystansie 3000 m.
W lutym 2018 roku po raz pierwszy w karierze wystąpiła na zimowych igrzyskach olimpijskich. Została mistrzynią olimpijską w biegu na 5000 m.